# Sikaram Sar
Der Sikaram Sar ist ein Berg an der pakistanisch-afghanischen Grenze.
Der Sikaram Sar ist mit einer Höhe von 4755 m der höchste Gipfel des Safēd Kōh. Im Westen und Norden befinden sich die afghanischen Provinzen Lugar und Nangarhar. Im Südosten liegt die Kurram Agency, die zu den Stammesgebieten unter Bundesverwaltung Pakistans gehört. Der Surkhrud, ein rechter Nebenfluss des Kabul-Flusses, entwässert die Nordflanke. Im Süden verläuft der Kurram in östlicher Richtung. Der Sikaram Sar befindet sich westlich des Chaiber-Passes und nur wenig nördlich des Peiwar-Passes.
Erstbesteiger ist der britische Landvermesser George Batley Scott (1844–1932), der den Berg während einer Kampagne zur Vermessung Afghanistans 1878/79 bestieg.